# Golfo di Hammamet
Il golfo di Hammamet (arabo خليج الحمامات), è un vasto golfo a nordest della Tunisia a sud della penisola di Capo Bon e dalla parte opposta del Golfo di Tunisi. 
La popolare città turistica di Hammamet vi si affaccia all'estremo nord occidentale.